# Planaphrodes dobrogicus
Planaphrodes dobrogicus är en insektsart som beskrevs av Cantoreanu 1968. Planaphrodes dobrogicus ingår i släktet Planaphrodes och familjen dvärgstritar. Inga underarter finns listade i Catalogue of Life.